# Parafia św. Piotra Apostoła w Wadowicach
Parafia św. Piotra Apostoła w Wadowicach – parafia rzymskokatolicka wchodząca w skład dekanatu Wadowice – Południe, archidiecezji krakowskiej.
Kościołem parafialnym parafii jest Kościół pw. św. Piotra Apostoła znajdujący się w Wadowicach przy drodze krajowej nr 28.

## Historia
Parafia została erygowana 29 czerwca 1985. Powstała przez odłączenie od parafii Ofiarowania NMP w Wadowicach. Kościół pw. św. Piotra Apostoła został zbudowany w latach 1985–1991 jako wotum wdzięczności za wybór kard. Karola Wojtyły na Stolicę Apostolską oraz ocalenie papieża w zamachu w 1981 roku. Konsekracja świątyni odbyła się 14 sierpnia 1991 roku, w trakcie drugiej wizyty Jana Pawła II w Wadowicach.
W Zawadce znajduje się kościół filialny pw. św. Karola Boromeusza, wzniesiony w latach 1981–1983 jako kaplica. Został poświęcony 6 listopada 1983 przez bp. Jana Pietraszkę.

## Proboszczowie
- ks. kan. Michał Piosek (29 czerwca 1985 – 25 listopada 1993)
- ks. prał. Tadeusz Kasperek (8 grudnia 1993 – 30 czerwca 2022)
- ks. kan. Jan Dziubek (od 1 lipca 2022)

## Zasięg parafii
- południowo-wschodnia części Wadowic (ok. 9400 wiernych)
- wsie: Gorzeń Dolny (518 wiernych), Gorzeń Górny (253 wiernych), Chobot (200 wiernych), Zawadka (700 wiernych).

## Grupy parafialne
Rada Duszpasterska, Róże Różańcowe, Akcja Katolicka, Ruch Światło-Życie, Grupa Charytatywna, chór parafialny, schola, ministranci, lektorzy.

## Galeria

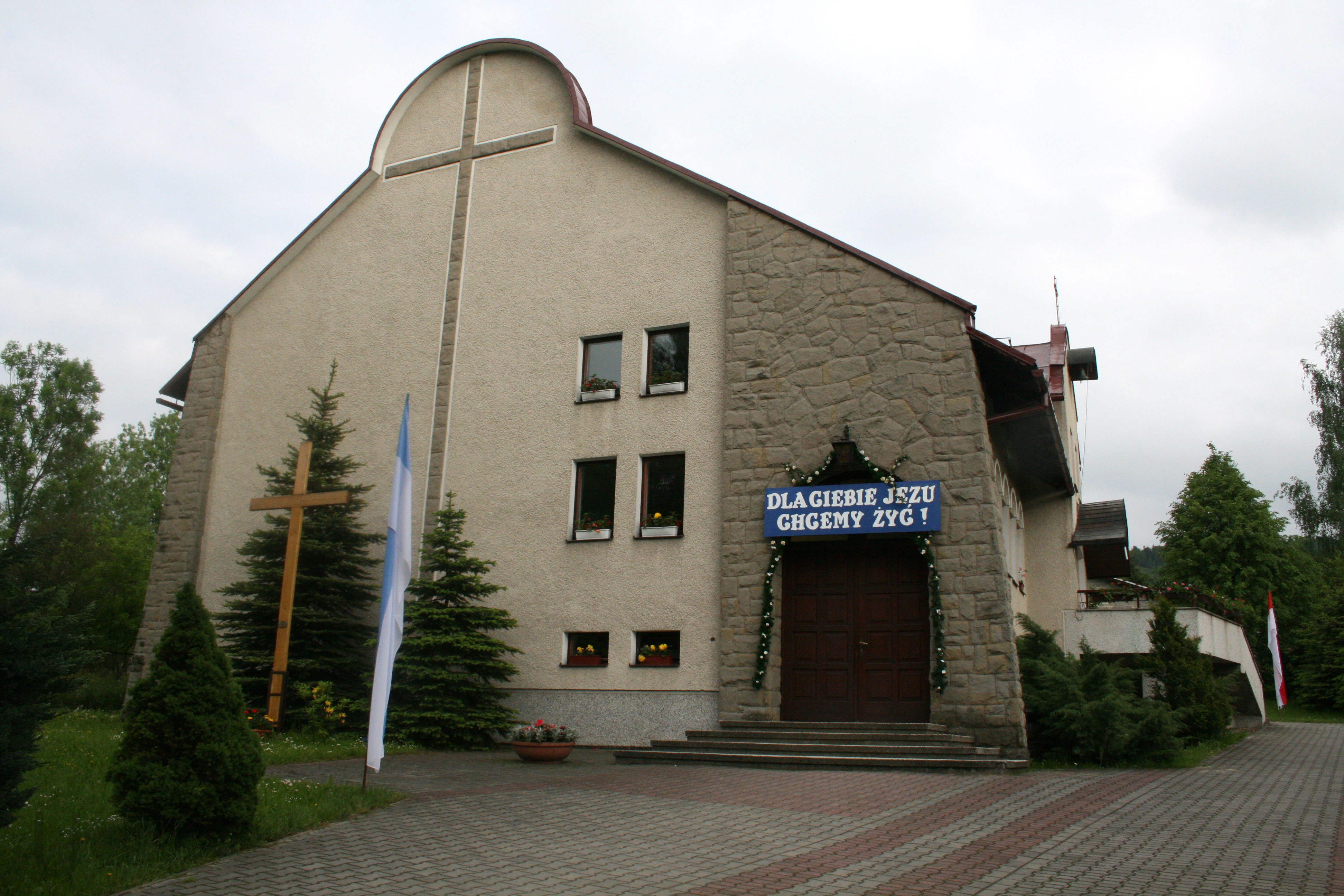
Kaplica św. Karola Boromeusza w Zawadce
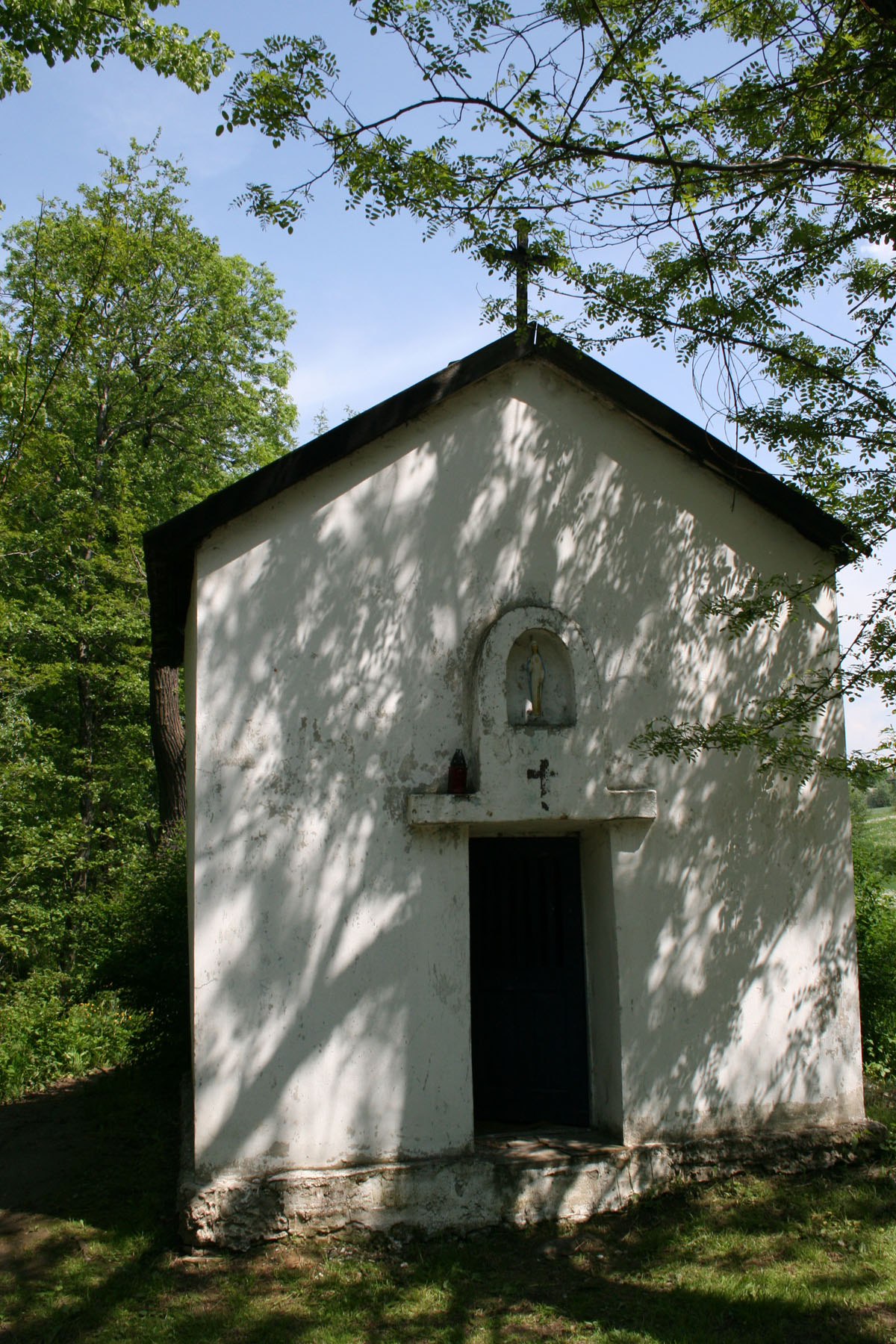
Kapliczka pod Goryczkowcem
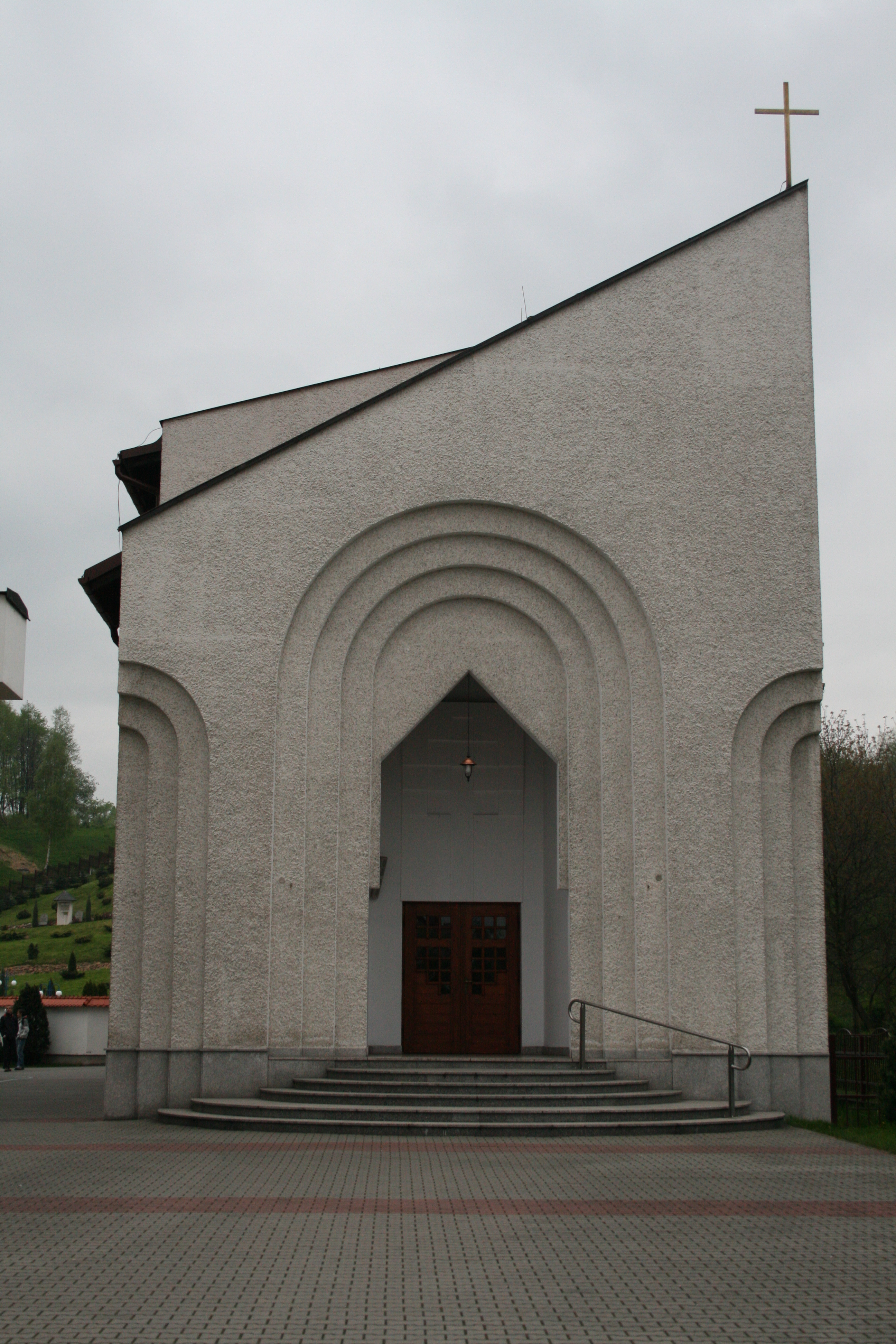
Kaplica Chrystusa Króla przy kościele parafialnym